# Форакер, Джозеф Бенсон
Джозеф Бенсон Форакер (англ. Joseph Benson Foraker; 5 июля 1846 — 10 мая 1917) — 37-й губернатор Огайо в 1886—1890 гг. и сенатор-республиканец от штата Огайо в 1897—1909 гг..

## Биография
Джозеф Бенсон Форакер родился 5 июля 1846 на ферме в 1 миле к северу от Рейнсборо, в округе Хайленд, штат Огайо, в семье Генри и Маргарете Форакер, в которой было 11 детей, из которых 9 достигли совершеннолетия. Генри Форакер был первым в их семействе, который произносил свою фамилию таким образом, его же отец выговаривал её скорее как Форекр (англ. Fouracre) или Форекер (англ. Foreacer). Дэвид Рис, дедушка Джозефа по материнской линии происходил из Англии и пришёл с окрестности Грейсон, Вирджиния, чтобы стать мельником и фермером.
Дом, где родился Джозеф Форакер был удобной двухэтажный резиденцией, его более поздние публикации во время кампании часто изображали его как дом из бревен. Когда Джозефу было 2 года, Дэвид Рис умер и семья Форакеров купила мельница и ферму поблизости. Здесь Джозеф рос как обычный парень. Он получил немного официального образования, ходя в местную школу три или четыре месяца каждую зиму. Однако молодой Джозеф имел склонность к военной истории и дар рассказывать. Он также заинтересовался политикой, в возрасте 10 лет стал сторонником вновь сформированной республиканской партии. Четырьмя годами позже он был сторонником республиканского кандидата Аврааму Линкольну на президентских выборах 1860 года, идя в процессии «Тех Кто Проснулся» и других пролинкольновских групп, участвуя в стольких митингах, сколько мог. Под впечатлением речи выступающего, он мог последовать за ним в соседний город, тогда он понял как важно не говорить на выступлениях одну и ту же речь дважды за два дня, по крайней мере в близкорасположенных городах.
Форакер присоединился в возрасте 16 лет к Объединённой Армии в время Гражданской войны в США. Он принимал в ней участие на протяжении практически трех лет, достигнув капитанского ранга. После войны он поступил в Корнеллский университет и стал юристом. Заинтересовавшись политикой, он был избран судьей в 1879 и стал очень известным политическим деятелем. Он проиграл свои первые выборы в 1883, но был избран двумя годами позже. Будучи губернатором он построил дружеские отношения с Клевландским магнатом Марком Ханной, но поссорился с ним в 1888. Форакер проиграл на перевыборах 1889, но был избран сенатором Соединённых Штатов Генеральной Ассамблеей Огайо в 1896, после неудачной попытки занять это место в 1892.
В сенате он поддерживал испано-американскую войну и аннексии Филиппин и Пуэрто-Рико. Акт Форакера предоставил Пуэрто Рико первое гражданское правительство под американским законом. Он был в противоречии с президентом Теодором Рузвельтом на счет регуляции железной дороги и политического патронажа. Их самой расхождением была Броунсвильська дело, в которой чернокожие солдаты были обвинены в терроризировании техасского города и Рузвельт освободил целый батальон. Форакер активно описывал действия Рузвельта как необдуманные и боролся за восстановление солдат на службе. Их разногласия вылились в злобную перепалку в 1907 году на Гридиронском обеде, после чего Рузвельт способствовал поражению Форакера на перевыборах. Форакер умер в 1917 году.